# Mont Torre Maggiore
Le mont Torre Maggiore (en dialecte local : Ture Majura) culminant à 1 120 mètres d'altitude est le point culminant des monts Martani situés dans les Apennins en Ombrie. Son ancienne appellation est Ara Major.

## Géographie
Situé à proximité de la ville de San Gemini et dominant la cuvette de Terni le mont Torre Maggiore est constitué principalement de roches calcaires. Son sommet arrondi est couvert de prairies.

## Archéologie
À son sommet se trouve une aire archéologique comportant les restes d'un temple italique fréquenté déjà au Ve siècle av. J.-C. De nombreuses pièces votives, des bronzes représentant des guerriers et des pâtres ont été découverts à proximité.